# Traute Lafrenz
Traute Lafrenz (Hamburg, 3 mei 1919 – Yonges Island (South Carolina), 6 maart 2023) was een Duitse verzetsstrijdster die tijdens de Tweede Wereldoorlog lid was van de anti-nazi-groep Weiße Rose.

## Jeugd
Lafrenz werd op 3 mei 1919 in Hamburg geboren als dochter van Carl en Hermine Lafrenz; ze had twee zussen. Lafrenz studeerde samen met Heinz Kucharski bij Erna Stahl aan de Lichtwarkschule, een school voor vrije kunsten in Hamburg. Toen gemengd onderwijs in 1937 werd afgeschaft, verhuisde Lafrenz naar een kloosterschool, waar zij en klasgenoot Margaretha Rothe in 1938 afstudeerden. Samen met Rothe begon Lafrenz in 1939 aan haar studie medicijnen aan de Universiteit van Hamburg. Na het semester werkte ze in Pommeren, waar ze Alexander Schmorell ontmoette, die in de zomer van 1939 was begonnen met studeren aan de medische faculteit van de Universiteit van Hamburg, maar zijn studie van 1939 tot 1940 in München voortzette.

## Betrokkenheid bij de Weiße Rose
In mei 1941 verhuisde Lafrenz naar München om te studeren en daar leerde ze Hans Scholl en Christoph Probst kennen. In haar verzet tegen het naziregime vond ze inspiratie in de geschriften van Rudolf Steiner. Ze woonde veel lezingen en discussies van de Weiße Rose-groep bij, ook die met Kurt Huber. Zij en Hans Scholl, een van de leiders van de groep, hadden een korte relatie.
Eind 1942 bracht ze het derde Weiße Rose-pamflet naar Hamburg en distribueerde deze samen met haar voormalige klasgenoot Heinz Kucharski. Toen Hans en Sophie Scholl op 18 februari 1943 aan de Universiteit van München werden gearresteerd wegens het verspreiden van anti-oorlogsfolders, werd Lafrenz ook door de Gestapo onderzocht. Ze werd samen met Alexander Schmorell en Kurt Huber op 15 maart gearresteerd. Lafrenz slaagde er tijdens haar verhoor door de Gestapo in haar betrokkenheid bij de verspreiding van pamfletten volledig te verhullen. Als gevolg hiervan werd ze op 19 april 1943 door het Volksgerichtshof (eerste senaat) veroordeeld tot een jaar gevangenisstraf vanwege haar rol als vertrouweling. Na haar vrijlating keerde ze terug naar Hamburg. Wanneer de Gestapo de lokale afdeling van de Weiße Rose opdoekte, werd ze opnieuw gearresteerd en opgesloten. Lafrenz verhuisde enkele keren van gevangenis. Haar proces was gepland voor april 1945. Als het was doorgegaan, zou ze hoogstwaarschijnlijk ter dood zijn veroordeeld, maar de Geallieerden bevrijdden de gevangenis in Bayreuth waar ze werd vastgehouden drie dagen voordat haar proces zou beginnen, waarschijnlijk aldus haar leven reddend.

## Na de oorlog
In 1947 emigreerde ze naar de Verenigde Staten. Zij voltooide haar studies geneeskunde aan het Saint Joseph's Hospital in San Francisco, Californië. In de Verenigde Staten ontmoette ze Vernon Page, een Amerikaanse arts. Ze trouwden in 1947 en kregen samen vier kinderen. Ze waren samen tot aan zijn dood in 1995. Nadat ze naar Chicago was verhuisd, was ze van 1972 tot 1994 hoofd van de Esperanza School, een particuliere, therapeutische dagschool voor kinderen tussen de 5 en 21 jaar met ontwikkelingsstoornissen. Ze was meer dan een halve eeuw betrokken bij de antroposofische beweging in de Verenigde Staten. Ze ging met pensioen en woonde op Yonges Island nabij Meggett, South Carolina.
Op 6 maart 2023 stierf Lafrenz op Yonges Island, South Carolina, op 103-jarige leeftijd, als het laatste nog levende lid van de Weiße Rose-groep.

### Onderscheiding
In 2019 ontving ze op haar 100ste verjaardag de Orde van Verdienste van de Bondsrepubliek Duitsland uit de handen van de Duitse Bondspresident Frank-Walter Steinmeier met de woorden: "Voor een heldin van de vrijheid en de menselijkheid". Zelf bleef ze bescheiden over haar rol in het verzet bij de Weiße Rose: "Als je naar het lot van anderen kijkt, dan is elk klagen uitgesloten".
- Bibsys: 10077086
- Gemeinsame Normdatei: 1021770701
- International Standard Name Identifier: 0000 0003 6093 4449
- Library of Congress Control Number: nb2012006728
- Système universitaire de documentation: 272493562
- Virtual International Authority File: 221629932
- WorldCat: E39PBJfh36k88HKyDQjKpxrjG3